# Sejlbjerg Mose
Sejlbjerg Mose ligger i Hedehusene i Høje-Taastrup kommune. Sejlbjerg Mose ligger syd for Nærheden. Området består af en naturbeskyttet sø, fredskov og engarealer. Søen i mosen er forbundet med Lille Vejleå. Der findes en bålhytte med plads til 35 personer, grill og bord/bænke i området. Sejlbjerg Mose er et godt fiskested. Det kræver dog fisketegn. Der findes spidssnudet frø og lille vandsalamander i området.

## Moselauget
Sejlbjerg Moses Venner er et moselaug, der blev stiftet i 2015. Moselaugets formål er af udvikle naturområdet Sejlbjerg Mose.